# سرود ملی فلسطین
فدائی (عربی: فدائی) سرود ملی کشور فلسطین است.

## عربی
فدائی فدائی فدائی
یا أرضی یا أرض الجدود
فدائی فدائی فدائی
یا شعبی یا شعب الخلود
بعزمی وناری وبرکان ثأری
وأشواق دمی لأرضی وداری
صعدت الجبالا وخضت النضالا
قهرت المحالا حطمت القیود
بعزم الریاح ونار السلاح
وإصرار شعبی لخوض الکفاح
فلسطین داری ودرب انتصاری
فلسطین ثأثری وأرض الصمود
بحق القسم تحت ظل العلم
بأرضی وشعبی ونار الألم
سأحیا فدائی وأمضی فدائی وأقضی فدائی إلی أن تعود
فدائی

## فارسی
فدائی، فدائی، فدائی

ای سرزمین من، سرزمین آبا و اجدادی

فدائی، فدائی، فدائی

ای خلق من، ای خلق جاودان

با عزمم، با آتشم و آتشفشان انتقامم

با شوقی که برای سرزمین و خانه در رگهایم جاریست

از کوه‌ها صعود کرده‌ام، در جنگها نبرد کرده‌ام

غیرممکنها را فتح کرده‌ام، و کرانها را درنوردیده‌ام (بندها را گسسته‌ام)

به طوفان باد و آتش سلاح

و اراده ملتم در سرزمین مبارزه (برای مبارزه)

فلسطین خانه من است، فلسطین آتش من است، (مسیر پیروزی من است)

فلسطین کینه انتقام من است و سرزمین ایستادگیست

قسم به حق در زیر سایه پرچم

به سرزمینم و ملتم و آتش درد

تا روزی که [به وطن] بازگردم فدائی خواهم زیست، فدائی خواهم ماند و فدائی خواهم مرد

فدائی، فدائی، فدائی

ای سرزمین من، سرزمین آبا و اجدادی

فدائی، فدائی، فدائی

ای خلق من، ای خلق جاودان